# Michael Minovitch
Michael Minovitch (1936 – 16 settembre 2022) è stato un matematico statunitense, noto per aver scoperto la tecnica del gravity assist, alla base della fase di esplorazione interplanetaria che ha caratterizzato gli ultimi cinquant'anni del XX secolo.
Michael Minovitch dimostrò che la spinta gravitazionale di un pianeta lungo l'orbita percorsa da un veicolo spaziale può essere sfruttata per la propulsione del veicolo stesso e quindi per ridurre il carburante necessario ai viaggi interplanetari. Minovitch ha sviluppato questa tecnica, da lui definita propulsione gravitazionale e comunemente chiamata fionda gravitazionale, gravity assist o swing by, nei primi anni sessanta, a venticinque anni, appena laureato all'Università della California a Los Angeles mentre lavorava presso il Jet Propulsion Laboratory (JPL).
Studi eseguiti alla fine del XIX secolo sulle comete mostrarono che le loro orbite erano abbastanza differenti dopo che si avvicinavano a Giove: questo indicava che un trasferimento di energia era avvenuto durante quest'incontro, ma fino alla scoperta di Minovitch ciò non fu dimostrato essere utile nel pianificare un viaggio interplanetario.
La prima missione ad usare questa tecnica è stata quella del Mariner 10 che viaggiò verso Venere e Mercurio nel 1973.